# Американски графити
„Американски графити“ (на английски: American Graffiti) е американски филм от 1973 година, трагикомедия на режисьора Джордж Лукас по негов сценарий в съавторство с Глория Кац и Уилард Хойк.
Сюжетът описва една нощ от живота на двама завършили гимназия младежи и техните приятели в малък калифорнийски град през лятото на 1962 година. Главните роли се изпълняват от Ричард Драйфус, Рон Хауърд, Пол Ле Мат, Чарлз Мартин Смит, Синди Уилямс, Кенди Кларк.
„Американски графити“ е номиниран за 5 награди „Оскар“, включително за най-добър филм, и получава награди „Златен глобус“ за комедия или мюзикъл и за дебютиращ актьор (Пол Ле Мат).